# Расширение территории Москвы (2011—2012)

Карта Москвы. Присоединённые в результате реализации проекта территории показаны оранжевым цветом

Расширение территории Москвы 2011—2012 годов — самый масштабный за всю историю административно-территориального деления города проект расширения территории Москвы примерно в 2,4 раза за счёт территории Московской области. Основные цели проекта — демонтировать традиционную моноцентрическую структуру Московской агломерации, а также упорядочить градостроительное зонирование, придав только что присоединённым территориям отчётливо выраженную административно-правительственную специализацию.
В СМИ данный проект, официально презентованный 11 июля 2011 года, получил название «Новая Москва» — по аналогии с британским проектом модернизации индийской столицы «Новый Дели» (Нью-Дели), как раз отметившим в 2011 году 100-летний юбилей. В обоих случаях расширение столиц предполагалось (и было реализовано) в юго-западном направлении. Хотя в правительстве Москвы больше прижилось название проекта «Большая Москва», по аналогии с «Большим Лондоном». Амбициозный проект «Новая Москва» вызвал различные реакции как среди населения в целом, так и среди представителей администрации. По данным социальных опросов в июле 2011 года, 41 % опрошенных москвичей высказалось за расширение, 41 % — против, а 18 % затруднились с ответом.
После официального расширения своих административных границ 1 июля 2012 года Москва поднялась с 11-го на 6-е место в рейтинге крупнейших городов мира по площади, хотя по численности населения город сохранил седьмое место, так как на присоединённых территориях проживало менее 250 000 человек.

## Территориальный масштаб

Контур столицы после присоединения новых земель

Территорию Москвы, в силу её анклавного положения внутри Московской области, проектом планировалось расширить за счёт последней.
Основным направлением развития Новой Москвы было выбрано южное и юго-западное. Согласно пресс-релизу Правительства Москвы, данный выбор объясняется:
- оптимальным месторасположением этой территории для выполнения столичных функций Москвы по совокупности градостроительных, транспортных и экологических факторов;
- сравнительно слабой урбанизацией этого сектора, где на тот момент проживало 250 тыс. чел., а фонд застройки составлял лишь 12 млн м².

Первоначально планировалось включить в состав города около 144 тыс. га земель, что увеличило бы его территорию со 107 тыс. до 251 тыс. га, то есть в 2,35 раза. 18 августа анонсируемая площадь присоединяемых территорий была увеличена до 160 тыс. га (то есть территорию Москвы планировалось увеличить в 2,5 раза) В окончательном варианте площадь присоединяемой территории равна 148 тыс. га, то есть территория Москвы увеличилась в результате реализации проекта в 2,39 раза.
Изначально сообщалось, что расширение границ города произойдёт «главным образом за счёт территории, ограниченной Киевским и Варшавским шоссе, а также Большим кольцом Московской железной дороги». Впоследствии в план расширения были добавлены территории, не попадающие в этот сектор: участок под Звенигородом для администрации Президента, территория Рублёво-Архангельского под международный финансовый центр и инновационный центр «Сколково». 18 августа 2011 года Сергей Собянин сказал, что в состав Москвы планируется включить также сельское поселение Роговское Подольского района, таким образом будут присоединены территории за Большим кольцом МЖД, а Москва будет граничить с Калужской областью.
В границах Москвы таким образом оказались города Троицк, Московский и (как было отдельно объявлено 19 августа 2011 года) Щербинка, которую ранее предполагалось оставить Московской области. Подольск, Климовск и Апрелевка остались в составе Московской области.
19 августа 2011 года мэрия Москвы внесла детализированные территориальные корректировки (в сторону увеличения площади присоединяемых земель до 160 тыс. га) и опубликовала первую детальную карту границ Новой Москвы. Позже она была немного скорректирована: сельское поселение Булатниковское Ленинского района было исключено из планируемых к присоединению территорий.
В утверждённом варианте расширения в состав Москвы включены целиком территории 21 муниципального образования. Кроме основного юго-западного массива к Москве были присоединены три территории (отдельные площадки) в западном направлении (представляют собой два протуберанца и два эксклава):
- территория инновационного центра «Сколково» (часть территории городского поселения Новоивановское Одинцовского района) площадью 618 га (ранее планировалось 567 га)[18],
- территория Рублёво-Архангельского (часть территорий сельского поселения Барвихинское Одинцовского района и городского поселения Красногорск), ранее планировалось в составе этого участка также передать Москве деревню Гольево, но от этих планов отказались, и участок стал состоять из двух частей,
- территория «Конезавод, ВТБ» к востоку от города Звенигорода (часть территории сельских поселений Ершовского и Успенского Одинцовского района).

| Муниципальная единица                | Статус                               | Район                                | Площадь км² (на 01.01.2009)          | Население (01.01.2011)               | Площадь согласно техническому заданию к разработке концепции развития Московской агломерации |
| ------------------------------------ | ------------------------------------ | ------------------------------------ | ------------------------------------ | ------------------------------------ | -------------------------------------------------------------------------------------------- |
| Сосенское                            | сельское поселение                   | Ленинский                            | 67,07                                | 9225                                 | 67,07                                                                                        |
| Воскресенское                        | сельское поселение                   | Ленинский                            | 23,21                                | 6887                                 | 24,77                                                                                        |
| Десёновское                          | сельское поселение                   | Ленинский                            | 52,96                                | 13785                                | 54,80                                                                                        |
| «Мосрентген»                         | сельское поселение                   | Ленинский                            | 6,41                                 | 17046                                | 6,41                                                                                         |
| Московский                           | городское поселение                  | Ленинский                            | 40,60                                | 20928                                | 40,60                                                                                        |
| Филимонковское                       | сельское поселение                   | Ленинский                            | 35,767                               | 6234                                 | 35,60                                                                                        |
| Внуковское                           | сельское поселение                   | Ленинский                            | 25,60                                | 3998                                 | 25,60                                                                                        |
| Щербинка                             | городской округ                      |                                      | 7,53                                 | 32906                                | 7,53                                                                                         |
| Рязановское                          | сельское поселение                   | Подольский                           | 41,41                                | 16608                                | 41,41                                                                                        |
| Щаповское                            | сельское поселение                   | Подольский                           | 86,06                                | 7050                                 | 86,06                                                                                        |
| Краснопахорское                      | сельское поселение                   | Подольский                           | 87,78                                | 4044                                 | 87,78                                                                                        |
| Михайлово-Ярцевское                  | сельское поселение                   | Подольский                           | 63,47                                | 4904                                 | 63,47                                                                                        |
| Вороновское                          | сельское поселение                   | Подольский                           | 206,26                               | 8207                                 | 206,26                                                                                       |
| Клёновское                           | сельское поселение                   | Подольский                           | 58,30                                | 2667                                 | 116,20                                                                                       |
| Роговское                            | сельское поселение                   | Подольский                           | 175,95                               | 2662                                 | 175,95                                                                                       |
| Троицк                               | городской округ                      |                                      | 15,29                                | 40079                                | 15,27                                                                                        |
| Марушкинское                         | сельское поселение                   | Наро-Фоминский                       | 50,63                                | 5470                                 | 48,75                                                                                        |
| Кокошкино                            | городское поселение                  | Наро-Фоминский                       | 8,28                                 | 11492                                | 9,00                                                                                         |
| Первомайское                         | сельское поселение                   | Наро-Фоминский                       | 118,94                               | 7257                                 | 136,50                                                                                       |
| Новофёдоровское                      | сельское поселение                   | Наро-Фоминский                       | 150,80                               | 6048                                 | 156,75                                                                                       |
| Киевский                             | городское поселение                  | Наро-Фоминский                       | 60,09                                | 8322                                 | 56,50                                                                                        |
| Всего:                               |                                      |                                      | 1382,407                             | 235819                               | 1462,28                                                                                      |
| Участок № 2 «Сколково»:              | Участок № 2 «Сколково»:              | Участок № 2 «Сколково»:              | Участок № 2 «Сколково»:              | Участок № 2 «Сколково»:              | 6,18                                                                                         |
| Новоивановское (часть)               | городское поселение                  | Одинцовский                          | н/д                                  | н/д                                  | 6,18                                                                                         |
| Участок № 3 «Конезавод, ВТБ»:        | Участок № 3 «Конезавод, ВТБ»:        | Участок № 3 «Конезавод, ВТБ»:        | Участок № 3 «Конезавод, ВТБ»:        | Участок № 3 «Конезавод, ВТБ»:        | 27,18                                                                                        |
| Успенское (часть)                    | сельское поселение                   | Одинцовский                          | н/д                                  | н/д                                  | 14,21                                                                                        |
| Ершовское (часть)                    | сельское поселение                   | Одинцовский                          | н/д                                  | н/д                                  | 12,97                                                                                        |
| Участок № 4 «Рублёво-Архангельское»: | Участок № 4 «Рублёво-Архангельское»: | Участок № 4 «Рублёво-Архангельское»: | Участок № 4 «Рублёво-Архангельское»: | Участок № 4 «Рублёво-Архангельское»: | 8,03                                                                                         |
| Красногорск (часть)                  | городское поселение                  | Красногорский                        | н/д                                  | н/д                                  | 5,70                                                                                         |
| Барвихинское (часть)                 | сельское поселение                   | Одинцовский                          | н/д                                  | н/д                                  | 2,33                                                                                         |
| Всего:                               |                                      |                                      | н/д                                  | н/д                                  | 1503,67                                                                                      |

Таким образом, наиболее крупными (более 5 тыс. человек) населёнными пунктами, которые были включены в состав Москвы на тот момент, являлись:
- г. Троицк (39 874 чел.[22])
- г. Щербинка (32 826 чел.[22])
- г. Московский (17 363 чел.[22])
- пгт Кокошкино (11 225 чел.[22])
- п. Ватутинки[прим. 2] (9116 чел.[23])
- пгт Киевский (8093 чел.[22])
- п. подсобного хозяйства «Воскресенское» (6003 чел.[23])
- п. Знамя Октября (6671 чел.[23])
- п. ЛМС (5428 чел.[23])
- п. Завода Мосрентген (5214 чел.[23])

## Инфраструктура и затраты
Новая Москва, по замыслу проектировщиков, должна создать 1 млн новых рабочих мест и обеспечить жильём 2 млн чел.
Согласно сообщению портала realestate.ru, затраты на Новую Москву составили 11 трлн рублей (16 млрд руб. на геодезические изыскания на площади новых городских районов, 32 млрд руб. — проектирование и разработка генплана, 1,1 трлн руб. — выкуп участка под строительство объектов, 9,35 трлн руб. — на само строительство).
Один из важнейших ключевых вопросов создания Новой Москвы — общественного транспорта — предполагается решать за счёт проведения в неё новых маршрутов наземного городского транспорта, задействования электропоездов на действующих железнодорожных линиях Киевского (Калужско-Брянского), Белорусского (Смоленского) и Курского направлений Московской железной дороги, сооружения линии в посёлок Коммунарка и других новых участков Московского метрополитена.

## Реализация

### Предварительная корректировка границ
Важным и необходимым событием, предшествовавшим расширению Москвы, стало утверждение в июле 2011 года после почти 10 лет территориальных споров скорректированной границы Москвы и области.
По состоянию на 1 января 2011 года общая площадь земель города Москвы составляла (по данным Департамента земельных ресурсов города Москвы) 108083,0 гектара. В июле 2011 года Москве были переданы 102 земельных участка общей площадью 723,46 гектара, из которых 578,9 гектара — Люберецкие поля аэрации, ранее входившие в состав Люберецкого района. В свою очередь Московской области передали 162 земельных участка общей площадью 328,45 гектара, в том числе из посёлка Толстопальцево — 216 гектаров. В итоге территория Москвы увеличилась на 395,1 гектара.

### Закон о гарантиях присоединяемым территориям
28 июля 2011 года Мосгордумой был принят закон «Об особенностях организации местного самоуправления в муниципальных образованиях, включённых в состав внутригородской территории города Москвы в результате изменения границ города Москвы…»
Согласно статье 1 этого закона, присоединённые к Москве муниципальные образования Московской области сохраняют своё наименование и границы, а также «вопросы местного значения», структуру органов местного самоуправления, муниципальное имущество и источники собственных доходов местных бюджетов. Органы местного самоуправления (советы депутатов, администрации, главы городских или сельских поселений) присоединённых муниципальных образований сохраняют свои полномочия вплоть до истечения срока, на который они были сформированы.
Гарантии владельцам дачных и садовых земельных участков даны в статье 2 этого закона, где устанавливается обязательность учёта мнения дачников при решении вопросов развития присоединённых муниципальных образований. Также законодательно установлено, что размеры ставок земельного налога не могут после присоединения стать выше.

### Решение о расширении территории Москвы с 1 июля 2012 года
7 декабря 2011 года на внеочередном заседании Московской городской Думы было принято постановление «Об утверждении Соглашения об изменении границы между субъектами Российской Федерации городом Москвой и Московской областью». Данное Соглашение предусматривает включение в состав Москвы 21 муниципального образования, в том числе 2 городских округов, 19 городских и сельских поселений на юго-западном направлении, а также трёх участков территории на западе от Москвы. Кроме того, в связи с фактически сложившимся землепользованием предлагалось передать области часть территории в районе столичного Куркина. В целом в состав Москвы предполагалось включить 148 тысяч гектаров, в состав области — 1,4 гектара. Последний участок, передаваемый в состав Московской области (в состав городского округа Химки), представляет собой часть территории московского района Куркино, данный земельный участок предназначен для размещения на нём центра МЧС по Московской области. Соответствующее постановление об изменении границ Московской области и Москвы было принято также 7 декабря 2011 года Московской областной думой.
27 декабря 2011 года Совет Федерации утвердил данное Соглашение.

### Переходный период до 1 июля 2012 года
Переходный период по передаче территорий был установлен с момента принятия Советом Федерации постановления об утверждении изменения границы между Москвой и Московской областью и продлился до 1 июля 2012 года.
В переходный период должны были быть осуществлены нормотворческие, организационные и иные мероприятия, необходимые для полноценного обеспечения жизни населения, функционирования экономических субъектов. Данные мероприятия должны подготовить осуществление в полном объёме с 1 июля 2012 года всех полномочий органов государственной власти Москвы на территории, которая переходит в её состав. При этом в переходный период органы исполнительной власти Москвы осуществляли на передаваемой территории отдельные полномочия в соответствии с соглашениями, заключаемыми органами исполнительной власти Москвы и Московской области.

### Административное устройство присоединённых территорий
19 марта 2012 года мэром Москвы Сергеем Собяниным в Московскую городскую думу был внесён пакет законопроектов, которые определили административно-территориальное устройство новых территорий Москвы после её расширения с 1 июля 2012 года.
До расширения Москва была разделена на 125 территориальных единиц — районов — и соответствующих им внутригородских муниципальных образований. Предложенные Собяниным законопроекты предусматривали переименование муниципальных образований в границах районов в муниципальные округа, а также наименования для включаемых в Москву муниципальных образований: «городские округа» (их два — Троицк и Щербинка) и «поселения» (без подразделения на городские или сельские) (Внуковское, Вороновское, Воскресенское, Десёновское, Киевский, Клёновское, Кокошкино, Краснопахорское, Марушкинское, Михайлово-Ярцевское, Московский, Мосрентген, Новофёдоровское, Первомайское, Роговское, Рязановское, Щаповское, Филимоновское и Сосенское).
С точки зрения территориального устройства в общей сложности на территории Москвы насчитывалось 21 поселение. 2 поселения образованы из городов областного подчинения Троицка и Щербинки; 3 поселения (Московский, Кокошкино и Киевский) — из города районного подчинения (Московский) и посёлков городского типа (дачный посёлок Кокошкино, рабочий посёлок Киевский) с административной территорией (подчинёнными населёнными пунктами).
Участок, называемый отдельная площадка «Конезавод, ВТБ» (которая фигурирует в Соглашении об изменении границы между субъектами Российской Федерации городом Москвой и Московской областью от 29 ноября 2011 года в качестве «участка № 3»), располагавшийся на территории сельских поселений Ершовского и Успенского Одинцовского района, вошёл в состав внутригородского муниципального образования муниципальный округ Кунцево. Также в состав этого округа вошла и отдельная площадка «Рублёво-Архангельское» (в Соглашении об изменении границы от 29 ноября 2011 года он фигурирует в качестве «участка № 4»), располагавшаяся на территории городского поселения Красногорск Красногорского района и сельского поселения Барвихинского Одинцовского района.
Участок отдельная площадка «Сколково» (в Соглашении об изменении границы от 29 ноября 2011 года он фигурирует в качестве «участка № 2»), располагавшийся на территории городского поселения Новоивановского Одинцовского района, вошёл в состав внутригородского муниципального образования муниципальный округ Можайский.
Это позволило соблюсти обязательства, установленные законом города Москвы об особенностях организации местного самоуправления на присоединяемых к Москве территориях. Согласно этому закону, все существующие на момент присоединения муниципальные образования сохраняют свои статус и полномочия, какие у них были до присоединения к Москве.
Все деревни, сёла, посёлки (сельские, один дачный и один рабочий) и города после вхождения в состав Москвы перестали быть территориальными единицами (какими они были в составе Московской области), поскольку территориальными единицами являются только сохраняющие собственные органы муниципального самоуправления «городские округа» и «поселения».
Властями Москвы было принято решение о создании двух дополнительных административных округов (на территории Москвы в границах до 1 июля 2012 года этих округов 10) на присоединяемых к Москве территориях. Было объявлено общественное обсуждение вопроса наименования этих округов. 17 апреля 2012 года были установлены наименования округов, было решено, что на переходный период у обоих округов будет единая префектура — Префектура Троицкого и Новомосковского административных округов (ТиНАО).

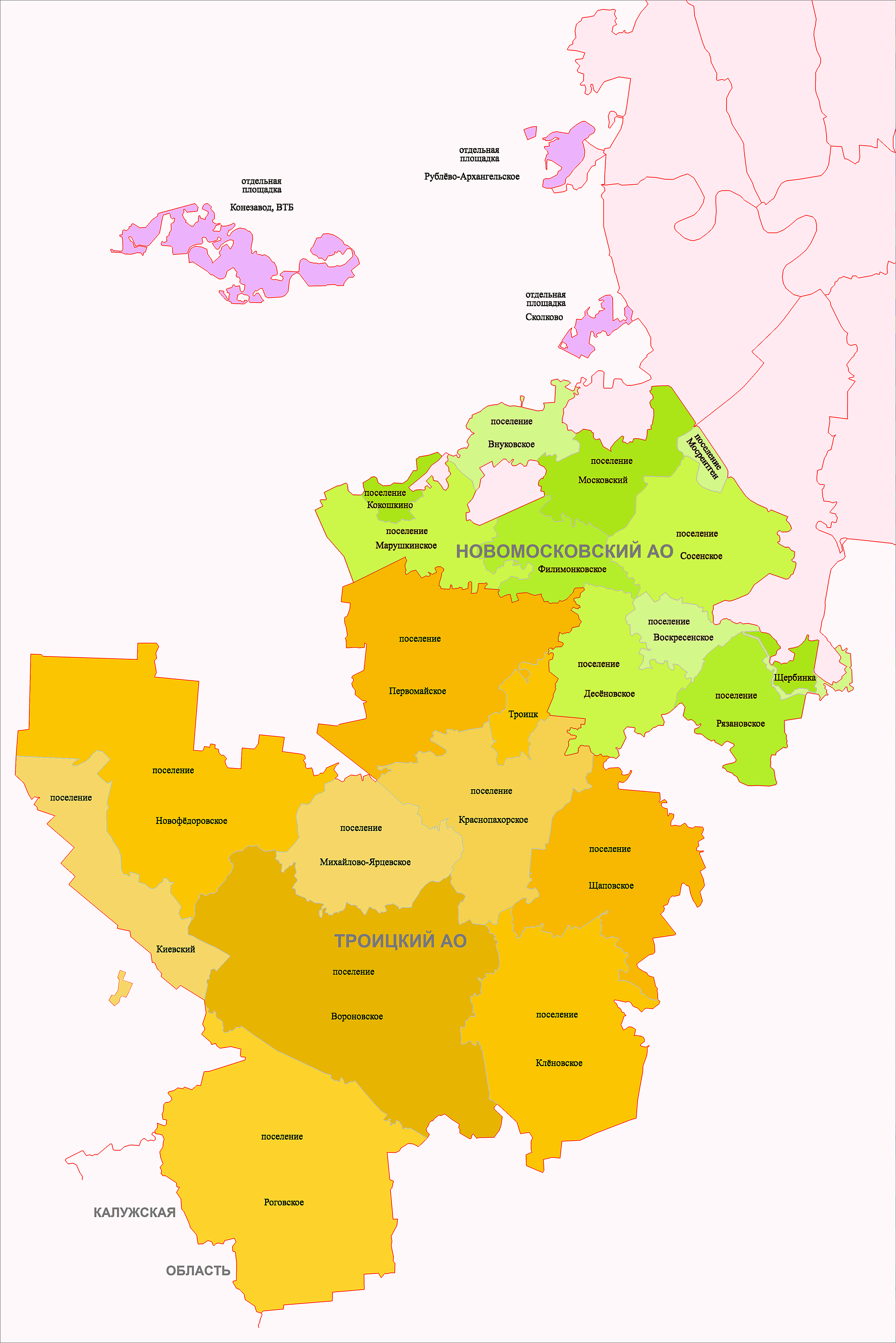
Карта административного устройства территорий Москвы, которые вошли в её состав 1 июля 2012 года

| Наименование территории                    | Административный округ     |
| ------------------------------------------ | -------------------------- |
| поселение Сосенское                        | Новомосковский             |
| поселение Воскресенское                    | Новомосковский             |
| поселение Десёновское                      | Новомосковский             |
| поселение «Мосрентген»                     | Новомосковский             |
| поселение Московский                       | Новомосковский             |
| поселение Филимонковское                   | Новомосковский             |
| поселение Внуковское                       | Новомосковский             |
| поселение Рязановское                      | Новомосковский             |
| поселение Марушкинское                     | Новомосковский             |
| поселение Кокошкино                        | Новомосковский             |
| городской округ Щербинка                   | Новомосковский             |
| городской округ Троицк                     | Троицкий                   |
| поселение Щаповское                        | Троицкий                   |
| поселение Краснопахорское                  | Троицкий                   |
| поселение Михайлово-Ярцевское              | Троицкий                   |
| поселение Вороновское                      | Троицкий                   |
| поселение Клёновское                       | Троицкий                   |
| поселение Роговское                        | Троицкий                   |
| поселение Первомайское                     | Троицкий                   |
| поселение Новофёдоровское                  | Троицкий                   |
| поселение Киевский                         | Троицкий                   |
| отдельная площадка «Рублёво-Архангельское» | Западный (район Кунцево)   |
| отдельная площадка «Конезавод, ВТБ»        | Западный (район Кунцево)   |
| отдельная площадка «Сколково»              | Западный (Можайский район) |

### Департамент развития новых территорий города Москвы
22 мая 2012 года принято решение создать в составе Правительства Москвы новый департамент — Департамент развития новых территорий города Москвы. Его возглавил Жидкин Владимир Фёдорович.

## Вопрос о референдуме
Законодательство РФ недостаточно точно описывает формальную процедуру изменения границ субъектов федерации.
Центральная избирательная комиссия ответила обратившемуся с запросом А. А. Сафонову, что подобный вопрос не может быть вынесен на референдум, хотя «мнение населения может быть выявлено иным способом (например, опрос, анкетирование, интервьюирование)».
О поддержке идеи проведения референдума заявляли партии Справедливая Россия и КПРФ.

## Письмо губернатора Московской области президенту РФ (июль 2012 года)
Прессе в правительстве Московской области сообщили о том, что в начале июля 2012 года губернатор Московской области Сергей Шойгу направил письмо президенту В. В. Путину, в котором просит вернуть в состав Московской области все те территории Красногорского и Одинцовского районов Московской области (Архангельское, Конезавод, Сколково), которые вошли в состав Западного административного округа Москвы 1 июля 2012 года. Необходимость возвращения в состав области указанных территорий Шойгу мотивировал трудностями управления, так как объекты инфраструктуры — дороги, объекты энергоснабжения, инженерные коммуникации — были рассечены границами субъектов федерации.

## Критика проекта расширения территории Москвы
Профессор Высшей школы экономики доктор географических наук Алексей Скопин полагает абсолютно логичным и нормальным выделение территорий для осуществления управленческих функций в районе Рублёвского шоссе, однако само расширение территории Москвы в 2,5 раза им характеризуется как «абсолютно нелогичное и ненормальное». По мнению Алексея Скопина, обе главные проблемы города — экологическая и транспортная — не только не будут решены в результате расширения города, но и обострятся. Также им высказывается мнение о том, что после полного освоения новой территории города население Большой Москвы достигнет 35 миллионов человек. Он характеризует будущую Москву как Шанхай или Бомбей — «большой город слаборазвитой или, в лучшем случае, развивающейся страны».
28 марта 2012 года на заседании рабочей группы Общественной палаты Российской Федерации по защите окружающей среды прозвучала критика проекта расширения Москвы. По мнению одного из сопредседателей этой комиссии Сергея Симака, в данном проекте не учтены ни мнение граждан, ни вероятный ущерб окружающей среде. Того же мнения придерживается и другой член этой комиссии, эксперт Всемирного банка Сергей Васильев. Своё мнение он обосновывал тем, что не были проведены общественные слушания, а также не было государственной и экологической экспертизы. Заместитель директора Института географии РАН по научным вопросам профессор доктор географических наук Аркадий Александрович Тишков охарактеризовал идею переселения москвичей на новые территории как отвечающую интересам именно бизнеса, а не самих людей. Член Московского городского общества защиты природы Антон Хлынов высказал опасение, что после присоединения к Москве лесам будет придан статус городских земель и, по его сведениям, до 20 % этих лесов могут быть переданы под элитные коттеджные поселения. Тем не менее, по словам первого заместителя секретаря Общественной палаты Михаила Островского, в проекте решения рабочей группы фиксируется, что «Участники слушаний отмечают огромную общественную значимость проекта, которая предполагает участие общественного мнения на самой начальной стадии его разработки в целях соблюдения прав всех групп населения».
Академик РААСН по отделению градостроительства Ю. П. Бочаров считает увеличение территории столицы в 2,5 раза противоречащим Конституции РФ и международному опыту, призывая наложить на него мораторий и разработать законопроект о создании в ЦАО Столичного федерального округа.
По словам главы наблюдательного совета Института демографии, миграции и регионального развития Юрия Крупнова, расширение Москвы приведёт к ещё большей гиперцентрализации России. По его словам, этим решением «мы приговариваем не только малые и средние города, но и всю Россию. Это решение является не просто ошибочным, это решение, обозначающее, что чётко не определяется, чем управляется, и что происходит на самом деле».
Подобное мнение разделяет и журналистка Светлана Сорокина:
[Расширение Москвы] это большой федеральный проект [...] потому что это, естественно, требует огромного напряжения и сил, средств и так далее. Так не обидно ли, там не знаю, людям на периферии, где в городах рушатся исторические здания и где по дорогам не проехать, что эти громадные деньги опять высасываются на Москву и её призрачные проекты, а не вкладываются в развитие территорий? У нас территории не развиты.
Присоединение Рублёво-Архангельского к Москве расценивается критиками как проведённое в интересах меньшинства, ради того, чтобы Сбербанк как-то пристроил участок, под который зачем-то дал кредит в пять миллиардов долларов. При этом Марат Хуснуллин отметил:
...мы [Москва] создаём финансово-деловой центр в Рублево-Архангельском, три миллиона квадратных метров, со Сбербанком ... частная земля без инфраструктуры ничего не стоит
- На предлагаемых под освоение Сколковом землях располагаются территории НИИ сельского хозяйства центральных районов Нечернозёмной зоны вместе с экспериментальными полями (два участка 58,38 га и 88,87 га[64]), из которых часть активно используется. Важность этих полей заключается в том, что на них выводятся многие стратегически важные сорта злаков. В случае освоения территории институт может потерять эти поля. Помимо данных земель, там располагается совхоз «Матвеевское». Имущество совхоза и земли были разбиты на паи, которые распределили среди работников предприятия (более 800 человек). По мнению пайщиков, в 2003—2004 годах руководство АОЗТ «Матвеевское» без согласия акционеров при попустительстве чиновников Администрации Одинцова продало землю третьим лицам[65]. Было возбуждено уголовное дело по статье 159 УК РФ[66].